# Corinth, Mississippi
Corinth är administrativ huvudort i Alcorn County i Mississippi. Orten fick sitt namn efter Korinth. Corinth grundades år 1853 och det ursprungliga ortnamnet var Cross City. Namnet hade med det att göra att orten grundades på en plats där två järnvägslinjer korsar varandra. Journalisten W.E. Gibson föreslog Corinth i stället efter en historisk grekisk ort som är känd som en knutpunkt.

## Kända personer från Corinth
- Earle Meadows, friidrottare